# Делфин Нету, Антониу
Антониу Делфи́н Не́ту (порт. Antônio Delfim Netto; 1 мая 1928, Сан-Паулу — 12 августа 2024, Сан-Паулу) — бразильский экономист и политический деятель, бывший министр финансов, сельского хозяйства и планирования Бразилии, конгрессмен и профессор. Один из ведущих идеологов «бразильской модели развития». Во время его пребывания на посту министра финансов Бразилии страна пережила время беспрецедентного экономического роста — так называемое Milagre Econômico («Экономическое чудо»).

## Биография
Преподаваший в Университете Сан-Паулу с 1958 года (в 1963—1966 профессор) Делфин был приглашён в 1959 году в группу планирования местного правительства штата Сан-Паулу Карлуса Алберту ди Карвалью Пинту (в 1966—1967 министр финансов штата Сан-Паулу). После установления военной диктатуры был в 1965 году назначен членом Консультативного совета по планированию (Consplan) и Национального экономического совета при правительстве Кастелу Бранку. В 1967—1974 годах — министр финансов Бразилии.
Экономический рост при Делфине Нету опирался на неортодоксальную модель развития (гетеродоксального девелопментализма), предусматривавшую низкую заработную плату, быстрый рост экспорта и приток иностранного капитала. Дельфин Нету предложил в отношении этой модели фразу «теория пирога»: последний должен вырасти, прежде чем его можно будет раздать. Хотя «пирог» в его метафоре действительно вырос, но распределён он был крайне неравномерно. Министр также внедрял в жизнь разработанную им политику управляемой инфляции.
Продолжил свою карьеру и после министерства, был послом Бразилии во Франции в 1974—1978 годах, министром сельского хозяйства в 1979 году и министр планирования в 1979—1985 годах. Депутат штата Сан-Паулу с 1987 по 1988 год и федеральный депутат от Сан-Паулу с 1988 по 2007 год, сменил ряд партий, но в основном состоял в Прогрессистской партии, куда вернулся из Партии бразильского демократического движения в 2011 году. Хотя эти силы принадлежали в основном к правоцентристскому спектру, Делфин Нету активно давал советы и левоцентристскому президенту Луле, из-за чего рассматривался как потенциальный претендент на министерский пост.
При этом Делфин Нету неоднократно становился фигурантом скандалов политических (за связи с репрессивной диктатурой) и коррупционных — как в 1980-х, так и в 2010-х, во время операции «Автомойка». В частности, его обвиняли в получении взятки в 240 тысяч реалов наличными. Его имя фигурировало в «Панамских документах».
В теоретических работах Делфин Нету отстаивал принципы частного предпринимательства и ограничения экономических функций государства. Среди трудов: «Некоторые аспекты инфляции в Бразилии» (1963), «Правительство, предпринимательство и иностранный капитал в экономике Бразилии» (1966), «Сельское хозяйство и развитие» (1966), «Планирование для развития» (1966).

### Смерть
Умер 12 августа 2024 года в возрасте 96 лет в больнице Альберта Эйнштейна в южной части Сан-Паулу, куда он был госпитализирован из-за осложнений со здоровьем.